# Mette Tranborg
Mette Tranborg (* 1. Januar 1996 in Aarhus) ist eine dänische Handballspielerin, die dem Kader der dänischen Nationalmannschaft angehört.

## Karriere

### Im Verein
Tranborg begann das Handballspielen beim dänischen Verein VRI. Bevor sich die Rückraumspielerin dem Verein SK Aarhus anschloss, lief sie im Altersbereich U16 für die Spielgemeinschaft HEI/VRI auf. Ende November 2012 lief sie im Alter von 16 Jahren erstmals für die Damenmannschaft von SK Aarhus auf, die in der zweithöchsten dänischen Spielklasse antrat. In der Spielzeit 2012/13 erzielte sie insgesamt 46 Treffer in acht Zweitligaspielen. In der darauffolgenden Spielzeit gehörte die Linkshänderin fest dem Kader der Damenmannschaft an. Mit Aarhus stieg sie 2014 in die höchste dänische Spielklasse auf. In der Aufstiegssaison warf sie über 100 Tore.
Tranborg schloss sich im Sommer 2017 dem Ligakonkurrenten Odense Håndbold an. Ein Jahr später scheiterte sie mit Odense im Finale um die dänische Meisterschaft an København Håndbold. Im Februar 2019 zog sich Tranborg einen Kreuzbandriss zu, weshalb sie bis zum coronabedingten Saisonabbruch 2019/20 in keinem Spiel von Odense mehr mitwirkte. Anschließend wechselte sie zum dänischen Erstligisten Team Esbjerg. Mit Esbjerg gewann sie 2023 und 2024 die dänische Meisterschaft sowie 2021 und 2022 den dänischen Pokal. Kurz vor dem Saisonstart 2023/24 verletzte sie sich erneut am Kreuzband. Zur Saison 2025/26 wechselte sie zum ungarischen Erstligisten Ferencváros Budapest.

### In der Nationalmannschaft
Tranborg lief anfangs für die dänische Jugend- sowie Juniorinnen-Nationalmannschaft auf. Bei der U-18-Weltmeisterschaft 2012 gewann sie die Goldmedaille. Als jüngste Spieler im dänischen Aufgebot erzielte sie 19 Treffer. Weiterhin gewann sie bei der U-19-Europameisterschaft 2013 und bei der U-20-Weltmeisterschaft 2014 jeweils die Bronzemedaille. Am 4. Juni 2014 bestritt sie ihr erstes Länderspiel für die dänische A-Nationalmannschaft. Sie gehörte dem dänischen Aufgebot bei der Europameisterschaft 2014, bei der Europameisterschaft 2016, bei der Weltmeisterschaft 2017, bei der Europameisterschaft 2018, bei der Europameisterschaft 2020, bei der Weltmeisterschaft 2021, bei der Europameisterschaft 2022 und bei der Europameisterschaft 2024 an. Bei der WM 2021 gewann sie die Bronzemedaille sowie bei der EM 2022 und die EM 2024 die Silbermedaille. Bei den Olympischen Spielen in Paris gewann sie die Bronzemedaille.